# Sport telegram
Sport telegram – kilkuminutowy program informacyjny emitowany w TVP2 od lat 90. XX wieku do 10 września 2019, w którym omawiane były aktualne wydarzenia sportowe dnia.
Przez wiele lat program był prowadzony przez lektora (lektorami byli m.in. Ryszard Łabędź i Jacek Jońca). W latach 2005–2006 oraz od 15 marca 2010 do 10 września 2019 program był prowadzony przez prezenterów.

## Prezenterzy
- Przemysław Babiarz
- Sylwia Dekiert
- Piotr Dębowski
- Robert El Gendy
- Maciej Jabłoński
- Jacek Kurowski
- Rafał Patyra
- Marcin Rams
- Piotr Sobczyński
- Sebastian Szczęsny
- Aneta Berndt
- Bartosz Heller
- Piotr Karpiński
- Magdalena Skorupka-Kaczmarek
- Grzegorz Chodkowski